# Absolut Hot
Absolut Hot ist ein privater Hörfunksender, der zur Senderfamilie Absolut Radio der Antenne Deutschland GmbH & Co. KG gehört und deutschlandweit über DAB+ und im Webstream empfangbar ist.

## Empfang
Absolut Hot wird online, via Astra 23,5° Ost und über DAB+ ausgestrahlt. Am 6. September 2013 begann die Verbreitung im Rhein-Main-Gebiet über die Standorte Großer Feldberg und Frankfurt/Europaturm. Absolut Hot ersetzte damit den Schwestersender Absolut relax im hessischen und bayerischen DAB+-Ensemble. Start des Programms von Absolut Hot war um 6:05 Uhr. Damit ist Absolut Hot in nahezu ganz Bayern und etwa in Frankfurt am Main, Offenbach am Main, Mainz, Darmstadt und Wiesbaden über Antenne zu empfangen.
Seit 1. Februar 2018 wird der Sender über DAB+ in einem Small-Scale-Versuchsbetrieb der SLM in Leipzig auf Kanal 6C und Freiberg auf Kanal 10D übertragen. Mit dem Start des Ensembles von Antenne Deutschland am 5. Oktober 2020 hat Absolut Hot den DAB+ -Mux in Hessen zugunsten von Radio Teddy verlassen.
Seit April 2021 sendet Absolut Hot aus den neuen Studios in Garching bei München.

## Programm
Seit dem 5. Oktober 2020 wird das Programm von Absolut Hot unter der Woche live moderiert. Die Morningshow „Schieber und Wex ab sechs“ wird Montag bis Freitag von 6 bis 10 Uhr von Kevin Schieber und Susanne Wex moderiert. Im Anschluss übernimmt Sophia Ansari von 10 bis 15 Uhr. Bis 19 Uhr ist dann Influencer Marcel Mayr on air. Jede volle Stunde laufen Nachrichten. Zusätzlich sendet Absolut Hot Samstags von 8 bis 12 mit Sophia Ansari.
Disstracks
Jeden Freitag in der Morningshow „Schieber und Wex ab sechs“ läuft ein Disstrack, der von dem Moderationsduo Susanne Wex und Kevin Schieber geschrieben und gerappt/eingesungen wird. Die Produktion übernimmt Robin Schäfer. Der Disstrack greift Befindlichkeiten aus dem Alltag auf und ist am Folgetag zur Sendung auf der Website des Senders abrufbar.
Trending Tuesday - der Influencer Talk
Immer dienstags lädt Moderator Marcel Mayr sich Deutschlands beliebteste TikToker ins Absolut Hot Studio ein. Von 17 bis 19 Uhr bespricht er mit ihnen live On Air die Dos and Don'ts aus dem Influencer-Alltag.
Podcast Absolut Nachhaltig
Pauline Thomas aus der Absolut Hot Redaktion lädt Gäste ein, die ihre Erfahrungen und Projekte rund um das Thema Nachhaltigkeit vorstellen.